# Tir la Jocurile Olimpice de vară din 1972

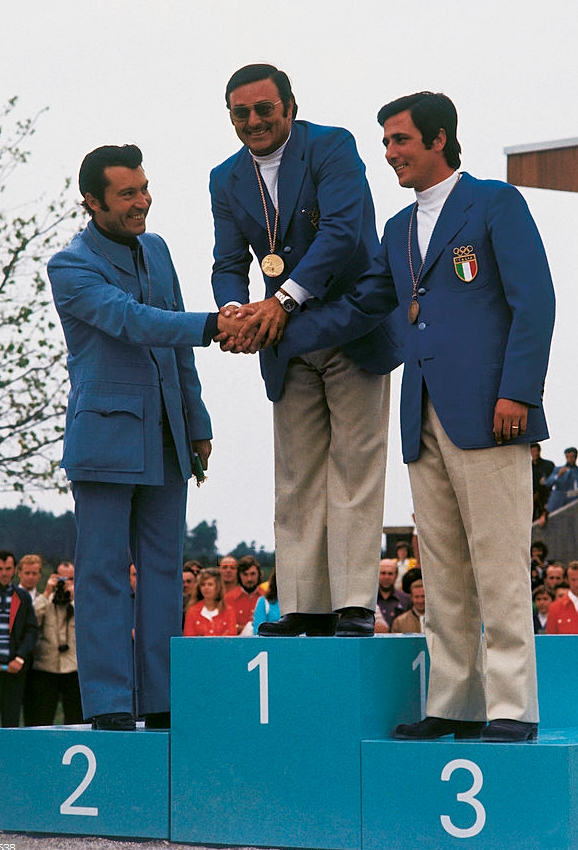
Medaliați la trap

Probele sportive de tir sportiv la Jocurile Olimpice de vară din 1972 s-au desfășurat în perioada 27 august - 2 septembrie 1972 la poligonul de tragere olimpic Hochbrück. Probele au fost mixte, adică deschise atât bărbaților, cât și femeilor.

## Medaliați
| Probă                    | Aur                   | Argint                   | Bronz                  |
| Pistol 50 m              | Ragnar Skanåker (SWE) | Dan Iuga (ROU)           | Rudolf Dollinger (AUT) |
| Pistol viteză 25 m       | Józef Zapędzki (POL)  | Ladislav Falta (TCH)     | Viktor Torshin (URS)   |
| Țintă mobilă 50 m        | Iakiv Jelezneak (URS) | Helmut Bellingrodt (COL) | John Kynoch (GBR)      |
| Pușcă culcat 50 m        | Ri Ho-jun (PRK)       | Vic Auer (USA)           | Nicolae Rotaru (ROU)   |
| Pușcă trei poziții 50 m  | John Writer (USA)     | Lanny Bassham (USA)      | Werner Lippoldt (GDR)  |
| Pușcă trei poziții 300 m | Lones Wigger (USA)    | Boris Melnik (URS)       | Lajos Papp (HUN)       |
| Skeet                    | Konrad Wirnhier (FRG) | Evgheni Petrov (URS)     | Michael Buchheim (GDR) |
| Trap                     | Angelo Scalzone (ITA) | Michel Carrega (FRA)     | Silvano Basagni (ITA)  |

## Clasament pe medalii
| Loc   | Țară                       | Aur | Argint | Bronz | Total |
| ----- | -------------------------- | --- | ------ | ----- | ----- |
| 1     | Statele Unite ale Americii | 2   | 2      | –     | 4     |
| 2     | Uniunea Sovietică          | 1   | 2      | 1     | 4     |
| 3     | Italia                     | 1   | –      | 1     | 2     |
| 4     | Germania de Vest           | 1   | –      | –     | 1     |
| 4     | Coreea de Nord             | 1   | –      | –     | 1     |
| 4     | Polonia                    | 1   | –      | –     | 1     |
| 4     | Suedia                     | 1   | –      | –     | 1     |
| 8     | România                    | –   | 1      | 1     | 2     |
| 9     | Franța                     | –   | 1      | –     | 1     |
| 9     | Columbia                   | –   | 1      | –     | 1     |
| 9     | Cehoslovacia               | –   | 1      | –     | 1     |
| 12    | Germania de Est            | –   | –      | 2     | 2     |
| 13    | Marea Britanie             | –   | –      | 1     | 1     |
| 13    | Austria                    | –   | –      | 1     | 1     |
| 13    | Ungaria                    | –   | –      | 1     | 1     |
| Total | Total                      | 8   | 8      | 8     | 24    |